# Newbern (Tennessee)
Newbern é uma cidade  localizada no estado americano de Tennessee, no Condado de Dyer.

## Demografia
Segundo o censo americano de 2000, a sua população era de 2988 habitantes.

## Geografia
De acordo com o United States Census Bureau tem uma área de
12,4 km², dos quais 12,4 km² cobertos por terra e 0,0 km² cobertos por água.

## Localidades na vizinhança
O diagrama seguinte representa as localidades num raio de 28 km ao redor de Newbern.